# Koszty transportu
Koszty transportu – koszty ponoszone przez jednostkę na transport osób lub ładunków (surowców, materiałów lub towarów).
Koszty związane z działalnością transportową mają wiele form i pojęć tworzonych dla różnych potrzeb analitycznych i decyzyjnych:
- kalkulacji cenowych,
- oceny wyników działalności przedsiębiorstw transportowych,
- porównań transportowych rozwiązań konkurencyjnych (międzygałęziowych i międzynarodowych),
- oceny transportowych projektów rozwojowych,
- racjonalizacji struktury i funkcjonowania systemów transportowych,
- kształtowania wzrostu gospodarczego i międzynarodowej konkurencyjności gospodarki,
- statystyki makroekonomicznej i sektorowej.

Klasyfikacji kosztów transportu należy więc dokonać w przekrojach odpowiadających tym różnym rodzajom przydatności informacji o ich wysokości, strukturze i dynamice.
Podobnie jak w całej współczesnej ekonomii w transporcie wyróżnia się dwie podstawowe formy kosztów:
1. koszty księgowe (ang. accounting costs lub explicit costs albo historical costs) mające postać zawężoną do wydatków udokumentowanych fakturami i innymi dokumentami,
2. koszty ekonomiczne (ang. economic costs lub total costs albo full costs) składające się z kosztów jawnych (księgowych – explicit), amortyzacji i kosztów ukrytych (implicit costs) obejmujących koszty alternatywne lub koszty utraconych możliwości (opportunity costs lub alternative costs) oraz nakłady pracy własnej wytwórcy.

Oprócz podziału kosztów na rachunkowe i ekonomiczne istnieją inne ich ogólne podziały, takie jak na przykład podział na koszty prywatne (ang. private costs), koszty zewnętrzne (ang. external costs lub negative externalities), koszty społeczne (ang. social costs) i koszty psychiczne (ang. psychic costs), podział na koszty pełne (ang. full costs) i koszty własne (ang. internal costs), podział na koszty poniesione, koszty planowane i koszty normatywne oraz inne podziały. Pojęcie kosztów nie jest synonimem wydatków lub nakładów, gdyż ma postać precyzyjnie skalkulowanej wielkości związanej z konkretną produkcją wykonaną w danym czasie i w danych warunkach, w odróżnieniu od wydatków i nakładów obejmujących wartości tworzone w różnorodny sposób zarówno w procesach produkcji, jak i wartości przepływające w sferze nieprodukcyjnej (także niemające formy monetarnej).
Podobnie jak we wszystkich formach działalności gospodarczej, w transporcie również występuje przepływ wartości w postaci wydatków, nakładów i kosztów. Pojęcia te mają odmienną istotę zarówno co do treści, zakresu, formy, jak i różnic w czasie powstawania. Stworzenie międzynarodowych standardów rachunkowości w pewnym stopniu przyczynia się do sprecyzowania tych pojęć, ale istnieje jeszcze (zwłaszcza w Polsce) wiele dowolnych interpretacji wynikających z przywiązania do terminologii używanej w poprzednim systemie finansowo-rachunkowym.
Najszersze pod względem zakresu i form jest pojęcie wydatków, które w terminologii amerykańskiej ma dwie wyraźnie różniące się co do istoty formy: expense i expenditure. Rozróżnienie to jest istotne z punktu widzenia podatków dochodowych, ze względu na zasady kwalifikowania kosztów do tworzących lub nietworzących przychody. Amerykańskie rozróżnienie pojęć expense i expenditure ma podłoże nie w sferze semantycznej, lecz opiera się na różnicy istoty tych pojęć. Pojęcie expense ma też formę business expense, lub operational expense, które na język polski można przetłumaczyć jako „wydatki produkcyjne (operacyjne)”, a pojęcie expenditure ma też formę capital expenditure możliwe do przetłumaczenia na język polski jako „wydatki kapitałowe”. Wyjaśnienie tej subtelności terminologicznej znajdujemy w internetowej interpretacji Roberta Folletta, którego zdaniem z wydatkiem (expenditure) mamy do czynienia wówczas, gdy następuje nabycie czegoś na potrzeby produkcji (zakup środka trwałego, wypłata wynagrodzeń), ale niekoniecznie ma on związek z rachunkiem wyników (przychodem i zyskiem) w momencie dokonania. Każdy wydatek wiąże się z wymianą zasobu pieniężnego na zasób rzeczowy, ale nie każdy koszt (expense) wymaga wydatku pieniężnego przypisanego do danego cyklu produkcyjnego.
Wieloznaczne pojęcie nakładów jest w polskiej terminologii ekonomicznej bardziej rozpowszechnione niż w terminologii anglosaskiej (outlays, input), jednakże rola tego pojęcia maleje wraz z upowszechnianiem się anglosaskiej terminologii rachunkowej, w której głównym odpowiednikiem tego pojęcia są przede wszystkim wydatki kapitałowe (CAPEX – capital expenditure) określane w polskiej terminologii jako nakłady inwestycyjne. Istota szeroko pojętych nakładów sprowadza się do nabywania i gromadzenia trwałych czynników produkcji zużywanych w wielu cyklach wytwarzania (często przez wiele lat). Nakłady w transporcie mają złożoną strukturę, będącą pochodną charakteru użytkowanych w tym sektorze środków trwałych. W odróżnieniu od wielu sektorów i gałęzi produkcji przemysłowej, budowlanej i usługowej, w transporcie ciężar nakładów na środki trwałe jest podzielony między różne podmioty i bardzo duże znaczenie mają nakłady na infrastrukturę (ang. infrastructural assets), stanowiącą główny składnik systemów transportowych, a są one ponoszone w znacznej mierze poza przedsiębiorstwami. Oprócz nakładów infrastrukturalnych istnieją nakłady na produkcyjne środki trwałe (środki przewozowe, przeładunkowe, systemy sterowania ruchem i inne) ponoszone są wyłącznie przez przedsiębiorstwa oraz nakłady na środki trwałe administracji transportowej.
Koszt jest tym elementarnym pojęciem ekonomicznym, które w odniesieniu do transportu jest rozpatrywane i analizowane w dwóch aspektach:
1. jako koszty ponoszone przez podmioty produkcyjne zaliczane do tego sektora (podobnie jak koszty przedsiębiorstw przemysłowych, producentów rolnych czy innych przedsiębiorców),
2. jako koszty ponoszone przez użytkowników usług i innych użyteczności mających charakter transportowy, czyli jako koszty czynnika transportowego w produkcji, dystrybucji lub konsumpcji (obok kosztów takich czynników jak energia, praca, kapitał, surowce i materiały). W pierwszym przypadku należałoby używać pojęcia „koszty własne transportu”, a w drugim przypadku – pojęcia „wydatki transportowe”.

Koszty zewnętrzne transportu są ustalane poza systemem księgowości przedsiębiorstwa transportowego i zgodnie z przepisami podatkowymi nie stanowią kosztów uzyskania przychodu tego przedsiębiorstwa. W większości przypadków nie obejmują one konkretnych wydatków mających technologiczny lub organizacyjny związek z daną usługą transportową, a są jedynie skalkulowaną wielkością strat osób trzecich z tytułu degradacji środowiska, strat czasu i innych utraconych zasobów oraz wartości, pośrednio związanych ze świadczeniem tej usługi. Pewne wydatki pieniężne osób trzecich zaliczane do kosztów zewnętrznych danej usługi transportowej jednak powstają – są nimi, przykładowo, niektóre wydatki na naprawy pojazdów uszkodzonych w trakcie wykonywania tej usługi (zwłaszcza nie objęte ubezpieczeniem), wydatki na dodatkowe usługi w sytuacjach strajków transportowców itp. Jeśli w Unii Europejskiej powstanie powszechny system internalizacji tych kosztów, ustalone opłaty będą po prostu pomniejszały zysk brutto przedsiębiorstw, co może spowodować ogólny wzrost cen usług transportowych na rynku (niezależnie od wzrostu cen paliw i innych wrażliwych na koniunkturę czynników produkcji transportowej).
Koszty alternatywne (opportunity costs) również nie stanowią kosztów operacyjnych i kosztów uzyskania przychodów przedsiębiorstw transportowych, a mogą być ustalone jako dodatkowa informacja dla przedsiębiorstw pokazująca, o ile się różni ich realny zysk operacyjny od potencjalnego zysku ekonomicznego. Z reguły zysk ekonomiczny jest niższy od zysku księgowego o wysokość utraconych możliwości w stosunku do alternatywy najlepszego zaangażowania posiadanego kapitału.
W analizie operacyjnych kosztów księgowych transportu elementarne znaczenie mają klasyfikacje wyróżniające koszty:
1. całkowite i jednostkowe przeciętne oraz jednostkowe krańcowe (ang. total costs (TC), average total costs (ATC) oraz marginal costs (MC)),
2. rodzajowe (ang. by the nature of the item, natural classification),
3. kalkulowane według zachowania – koszty w krótkim i długim czasie (ang. period costs) i zmienne w zależności od wielkości produkcji: stałe, względnie stałe i zmienne (ang. fixed costs, quasi-fixed costs (FC) oraz variable costs (VC)),
4. kalkulowane według produktu – bezpośrednie i pośrednie (ang. direct costs oraz indirect costs),
5. kalkulowane funkcjonalnie – dla działalności podstawowej, wydziałów, zarządu, procesów handlowych, centrów kosztów (ang. classification by function).

W niektórych opracowaniach wymienia się jeszcze inne podziały klasyfikacyjne, takie jak koszty proste i złożone, koszty materialne i niematerialne (podział stosowany w systemie gospodarki planowej), koszty kontrolowane i niekontrolowane, koszty istotne i nieistotne, koszty krajowe i zagraniczne itp., ale mają one ograniczone znaczenie w analizach ekonomicznych i procesach decyzyjnych. Warto jednak zwracać uwagę na pojęcie sunk costs (koszty utopione) oznaczające wydatki (głównie inwestycyjne) niemożliwe do pokrycia przychodami w danym okresie rozrachunkowym.
Koszty jednostkowe w transporcie cechuje bardzo duże zróżnicowanie w zależności od wielu czynników i uwarunkowań. Aby dokładnie i rzetelnie ustalić mozaikę tych zróżnicowanych kosztów konieczne jest odpowiednie grupowanie kosztów całkowitych w ramach ogólnej koncepcji ich podziału na koszty bezpośrednie i pośrednie oraz stałe i zmienne. Podobnie jak w innych sektorach, w transporcie występuje zjawisko skali produkcji wyrażające się w obniżce kosztu jednostkowego wraz ze wzrostem jej wielkości. W transporcie specyficznym czynnikiem wpływającym na obniżkę kosztu jednostkowego (1 tkm lub 1 paskm) jest odległość przewozu, co sprawia, że obok podziału kosztów na stałe i zmienne oraz bezpośrednie i pośrednie stosuje się podział na koszty stacyjne i odległościowe. Koszty stacyjne w niektórych gałęziach transportu są bardzo wysokie (transport morski, lotniczy, wodny śródlądowy), co wpływa na silną degresję kosztów jednostkowych wraz ze wzrostem odległości przewozu i przesądza o nieopłacalności przewozów środkami tych gałęzi na bliskich odległościach na konkurencyjnym rynku transportowym.
Innymi czynnikami wpływającymi na wysokość kosztów jednostkowych są:
- możliwości wykonania ładownego przewozu powrotnego,
- możliwość grupowania poszczególnych partii ładunków na danej trasie,
- wymagany czas dostawy,
- istnienie lokalnych i czasowych reglamentacyjnych ograniczeń ruchu,
- naturalne właściwości przedmiotu przewozu i wynikające z nich wymagania specjalnej jego ochrony itp.

Koszty transportu są wielkością ekonomiczną o dużej dynamice zmian krótkookresowych wpisujących się w generalną tendencję obniżki długookresowej. Wprowadzane od stuleci nowe rozwiązania techniczne i organizacyjne w transporcie nie mogą nie wpływać na obniżkę kosztów wykonania operacji jednego tonokilometra lub pasażerokilometra. Dzięki nim dokonuje się upowszechnianie sposobów przewozu pociągających za sobą mniejsze nakłady pracy, lepsze wykorzystanie środków trwałych transportu i dłuższą ich żywotność, mniejsze zużycie energii napędowej. Postęp techniczny w transporcie polega przede wszystkim na zastępowaniu wysiłku istot żywych (ludzi i zwierząt) działaniem urządzeń mechanicznych napędzanych za pomocą rzadkich zasobów energii. Sprawia to, że w długim okresie jednostkowe koszty własne przewoźników maleją, ale obniżka ta jest niwelowana wzrostem kosztów zewnętrznych związanych z użyciem w transporcie nieodnawialnych zasobów naturalnych. W epoce transportu zaprzęgowego i spławnego koszty własne przewoźnika (de facto handlowca) były bardzo wysokie, ale działalności tego transportu nie towarzyszyło powstawanie kosztów związanych z zanieczyszczaniem środowiska, hałasem, kongestią na szlakach przewozowych. Upowszechnienie technologii przewozów kolejowych, samochodowych i lotniczych wyzwoliło duże możliwości racjonalizacji działalności transportowej i obniżki jej kosztów uruchamiając jednocześnie negatywne procesy w otoczeniu transportu.
Długookresowa analiza i ocena ewolucji kosztów transportu jest zadaniem wyjątkowo złożonym pod względem informacyjnym i metodologicznym. Nawet współcześnie nie dysponujemy wystarczająco wiarygodnymi informacjami o poziomie reprezentatywnych w danym okresie (uśrednionych) kosztów wykonania danych przewozów danym środkiem transportu, a cóż dopiero mówić o sytuacjach sprzed stuleci. Aby oszacować światowy długookresowy trend obniżki kosztów transportu konieczne jest zebranie opisanych przez historyków gospodarczych informacji o kosztach i cenach masowych operacji transportowych w poszczególnych okresach, przeliczając ówczesne miary ilościowe na współczesne tony i kilometry przewozu. Głównym problemem metodologicznym w tym badaniu jest przyjęcie jednolitej jednostki pieniężnej lub jej ekwiwalentu, aby móc posługiwać się cenami realnymi, a nie nominalnymi. Na przestrzeni wieków w poszczególnych krajach posługiwano się różnymi jednostkami pieniężnymi, których jednolitym ekwiwalentem może być albo gram złota, albo jednostka innego powszechnie wymienianego na rynkach towaru (na przykład kwintal pszenicy). Złoto i pszenica nie jest jednak dobrym ekwiwalentem cen nominalnych, gdyż wartość tych towarów ulega silnym wahaniom pod wpływem poważnych kryzysów ekonomicznych, społecznych, politycznych i przyrodniczych (wojny, klęski głodu itp.). Lepszym miernikiem realnej wartości ogółu towarów na rynku jest cena godziny pracy robotnika niewykwalifikowanego, którą dla badań długookresowej ewolucji cen zaproponował J. Fourastié. Towar, jakim jest praca robotnika niewykwalifikowanego podlega w mniejszym stopniu niż wszystkie inne towary wpływom postępu technicznego, ale jego wartość na przestrzeni dziejów rośnie wraz z poziomem społecznie akceptowanego minimum egzystencji. Nie jest on sztywną miarą długookresowej ewolucji wartości na podobieństwo wzorca długości metra, ale trudno jest znaleźć miarę doskonalszą.
Wśród współczesnych gałęzi transportu najstarsze korzenie historyczne ma transport drogowy, występujący przez stulecia w formie transportu zaprzęgowego, a od I wojny światowej w formie transportu samochodowego. Dla tej gałęzi można przedstawić wyniki szacunkowych ustaleń ewolucji realnych kosztów transportu. W ciągu minionych 2300 lat koszty te wyrażone w gramach złota za 1000 tkm obniżyły się 180-340 razy, a wyrażone w ekwiwalencie godzin pracy robotnika niewykwalifikowanego obniżyły się 1200-2400 razy. W okresie od roku 1800 koszty tego transportu wyrażone w złocie obniżały się w tempie średnio 1,1–1,5% rocznie, a wyrażone w godzinach pracy robotnika niewykwalifikowanego obniżały się w tempie średnio 2,0–2,4% rocznie. Do obniżki tej przyczynił się cały ciąg wynalazków technicznych, usprawnień organizacyjnych, i stworzenie dobrej jakości dróg. Obecne niskie koszty transportu drogowego są wynikiem wyśrubowanej produktywności przedsiębiorstw, czego wyrazem są wysokie roczne przebiegi pojazdów (ponad 100 tys. km), wysokie wykorzystanie ładowności, niskie wskaźniki pustych przebiegów powrotnych itd.
W transporcie mają sens porównania operacyjnych kosztów jednostkowych odnoszonych do jednostki pracy przewozowej oraz porównania całkowitych wydatków kapitałowych odnoszonych do standardowych środków trwałych (dany pojazd, 1 km określonej infrastruktury, jeden terminal kontenerowy o danej zdolności przeładunkowej itp.). W krajach wdrażających systemy internalizacji kosztów zewnętrznych transportu dokonuje się także porównań jednostkowych kosztów eksploatacji infrastruktury przez różne środki transportu, kosztów środowiskowych i bezpieczeństwa przypadających na jednostkę pracy przewozowej. Przedmiotem porównań międzynarodowych są także wydatki kapitałowe w transporcie, zwłaszcza wydatki na budowę autostrad (potocznie nazywane kosztami ich budowy). Na średnią ich wysokość w poszczególnych krajach wpływają zarówno czynniki ekonomiczne (koszty pracy, koszty materiałów), jak i warunki naturalne kraju oraz ogólna kultura działalności gospodarczej (umiejętności kontroli kosztów i ograniczania marnotrawstwa, redukcja barier biurokratycznych).
W działalności transportowej przepływ wartości dokonuje się zarówno w formie kosztów i cen, jak i w formie opłat i obciążeń podatkowych. Instrumenty fiskalne są niezbędne dla pokrycia kosztów zewnętrznych oraz do regulacji zachowań podmiotów na rynkach transportowych.
Opłaty i podatki transportowe (fees and taxes of transport) mają wiele form, często specyficznych dla systemów fiskalnych poszczególnych krajów. W aspekcie formalnym w Unii Europejskiej nie istnieje pojęcie podatków transportowych, używa się go jedynie w terminologii potocznej środowisk zawodowych. Są one zawarte w istniejących czterech głównych formach podatków
- bezpośrednich (direct taxes) składających się z podatków dochodowych CIT i PIT oraz podatków majątkowych,
- pośrednich (indirect taxes) składających się z podatków od towarów i usług (VAT, akcyzy, ceł) i innych podatków pośrednich,
- obciążeniach socjalnych (social security contributions),
- podatkach ekologicznych (environmental taxes).

Różnica między opłatami transportowymi i podatkami transportowymi polega na tym, że opłaty są rodzajem ceny na świadczenie usług cząstkowych (udostępnianie infrastruktury przez jej zarządcę, dokonanie rezerwacji i wystawienie biletu, odprawa podróżnych, czynność administracyjna), podczas gdy podatki są pobierane przez władze publiczne niezależnie od istnienia jakiegoś powszechnego świadczenia dla podmiotów gospodarczych. Przykładem istnienia obu rodzajów obciążeń jest zarówno opłata rejestracyjna, jak i podatek rejestracyjny od samochodów ciężarowych pobierany w niektórych krajach.
Istniejącą mozaikę narodowych i gałęziowych obciążeń fiskalnych transportu można podzielić na cztery podstawowe grupy:
1. opłaty i podatki infrastrukturalne,
2. podatki od środków transportu,
3. podatki od sprzedaży paliw silnikowych,
4. inne podatki i opłaty sektorowe (w tym transportowe podatki ekologiczne).

Wydatki gospodarstw domowych na transport znane są na podstawie badań szacunkowych przeprowadzanych przez instytucje statystyczne (Eurostat, GUS, inne narodowe urzędy statystyczne). Według ustaleń Eurostat w 27 krajach członkowskich Unii Europejskiej w 2006 roku globalne wydatki transportowe gospodarstw domowych wyniosły 893 mld € (13,6% całości wydatków konsumpcyjnych), z czego 297 mld € stanowiły wydatki na zakup środków transportu (głównie samochodów osobowych), 440 mld € wydatkowano na eksploatację tych środków (głównie na paliwa), a jedynie 155 mld € wynosiły wydatki na usługi transportu zarobkowego (publiczne). Oznacza to, że średnio na jednego mieszkańca UE-27 w 2006 roku przypadło 1811 € wydatków transportowych. W Polsce w latach 2003–2006 wielkość tych wydatków na jedną osobę w liczbach bezwzględnych była ponad 3-krotnie niższa niż w UE-27, ale podobny był odsetek udziału w całości wydatków konsumpcyjnych. Wydatki transportowe przedsiębiorstw są zróżnicowane w zależności od sektora gospodarki, ich specjalizacji produkcyjnej i rodzaju rynków, na których sprzedają swe wyroby. Najwyższe są w branżach wytwarzających surowce, materiały budowlane i proste produkty rolne (powyżej 10% wartości produkcji w miejscu zbytu). Są one niskie (poniżej 1%) w przemysłach wysokiej techniki, większości działalności usługowej (poza budowlaną i remontową).

## Literatura
- Bolton P., 2000. Road fuel prices and taxation. House of Commons Library „Research Paper” Nr 00/69. http://www.parliament.uk/commons/lib/research/rp2001/rp01-052.pdf.
- Burnewicz J., 1982. Długookresowa ewolucja cen transportu. „Zeszyty Naukowe Wydziału Ekonomiki Transportu Uniwersytetu Gdańskiego. Ekonomika Transportu Lądowego” Nr 11, Gdańsk.
- Burnewicz J., 1983. Wpływ cen transportu na wytwarzanie, dystrybucję i ceny towarów. „Rozprawy i monografie” Nr 45. Uniwersytet Gdański, Gdańsk.
- Button K.J., Vega H., 2005. The Taxation of Air Transportation. George Mason University, Fairfax. https://web.archive.org/web/20080725035952/http://www.gmupolicy.net/transport2003/airlinetaxation.pdf
- Dyszy W., 2008. T jak transport. Zasady opodatkowania transportu i spedycji. „Wszechnica Podatkowa”, Warszawa.
- Energy & Transport in figures. Statistical Pocket Book, DG TREN 2008.
- Follett R., 2007. Glossary of Important Financial Accounting Terms. From How To Keep Score in Business. http://www.alpineguild.com/glossary_of_important.htm.
- Gieysztor J., 1935. Prawo i taryfy kolejowe. Warszawa.
- Giroux M., 1973. La tarification des transports intérieurs. Paris.
- Glaeser E.A., Kohlhase J.E., 2003. Cities, Regions and the Decline of Transport Costs. Harvard Institute of Economic Research Discussion Paper Number 2014. Harvard University Cambridge, Massachusetts. http://papers.ssrn.com/sol3/papers.cfm?abstract_id=431741.
- Greene D. L., Jones D. W., Delucchi M. A. and alli, 1997. The Full Costs and Benefits of Transportation. „Springer Verlag”, Berlin – Heidelberg.
- Handbook on estimation of external costs in the transport sector. Produced within the study Internalisation Measures and Policies for All external Cost of Transport (IMPACT). 2008. Delft. http://ec.europa.eu/transport/costs/handbook/index_en.htm.
- Harris F. D., 2005. An Economic Model of U.S. Airline Operating Expenses. NASA. https://web.archive.org/web/20090321143533/http://rotorcraft.arc.nasa.gov/publications/files/HarrisCR-2005-213476.pdf.
- Herry M., 2001. Transportpreise und Transportkosten der verschiedenen Verkehrsträger in Güterverkehr. Arbeitkammer Wien. https://web.archive.org/web/20051211084453/http://wien.arbeiterkammer.at/pictures/importiert/Herry.pdf
- Hussey R., 1999. A Dictionary of Accounting. Oxford University Press.
- Jewsiеwicki В., 1970. Koszty gospodarczego transportu kołowego w Polsce w XVI-XVIII wieku. „Roczniki Dziejów Społecznych i Gospodarczych”.
- Les coûts de transport des marchandises. „Bulletin Économique du Transport” (Canada) 2003 No 29 https://web.archive.org/web/20110927032325/http://www.mtq.gouv.qc.ca/portal/page/portal/Librairie/Publications/fr/accueil/documentation_publications/Guides_manuels_recueils/bulletin_economique/bulletin29.pdf.
- Levinson D., Gillen D., Kanafani A., Mathieu J.-M., 1996. The Full Cost of Intercity Transportation – A Comparison of High Speed Rail, Air and Highway Transportation in California. Research Report UCB-ITS-RR-96-3. http://repositories.cdlib.org/its/reports/UCB-ITS-RR-96-3.
- Micherda B., 2002. Podstawy rachunkowości. „Wydawnictwo AE”, Kraków.
- Międzynarodowe standardy sprawozdawczości finansowej. T. I, II. CDROM MSSF. International Accounting Standards Board, 2007. Wydawnictwo „IASB POLSKA”.
- Penc J., 1997. Leksykon biznesu. Słownik angielsko-polski. Wydawnictwo „Placet”, Warszawa.
- Philipp M., 2007. Construction costs of Motorways in Austria. Maribor. http://dcm.fg.uni-mb.si/dogodki/priponkeID23/Philipp.ppt.
- Rapport sur la comparaison au niveau européen des coûts de construction, d’entretien et d’exploitation des routes. Mission d’audit de modernisation. République Française, Conseil général des ponts et chaussées. https://web.archive.org/web/20081118203638/http://www.audits.performance-publique.gouv.fr/bib_res/434.pdf.
- Renouard D., 1960. Les transports de marchandises par fer, route et eau depuis 1850. Paris.
- Reporting of Air Carrier Operating Expenses and Inventories of Airframes and Aircraft Engines. RITA, US DTS. https://web.archive.org/web/20081006032702/http://www.bts.gov/programs/airline_information/accounting_and_reporting_directives/number_248.html.
- The Cost of Driving and the Savings from Reduced Vehicle Use. Victoria Transport Policy Institute – http://www.vtpi.org/tdm/tdm82.htm.
- Verhoef E.T., Nijkamp P., Rietveld P. and Lakshmanan T.R., Benefits and Costs of Transport. Classification, Methodologies and Policies. Free University of Amsterdam & BTS Washington 1997 https://dx.doi.org/10.1111/j.1435-5597.2001.tb01792.x.